# 프레드홀름 이론
프레드홀름 이론(영어: Fredholm theory)은 적분 방정식 이론 중 하나이다. 가장 좁은 의미에서, 프레드홀름 이론은 프레드홀름 적분 방정식의 해와 관련이 있다. 더 넓은 의미에서, 프레드홀름 이론의 추상 구조는 힐베르트 공간에서 프레드홀름 연산자 및 프레드홀름 커널의 스펙트럴 이론 측면에서 제공된다.이 이론은 스웨덴 수학자 에리크 이바르 프레드홀름의 이름을 따서 명명되었다.

## 개요
다음 절에서는 연산자 이론 및 함수해석학의 더 넓은 맥락에서 프레드홀름 이론의 위치에 대한 대략적인 개요를 제공한다.

## 제1종 프레드홀름 방정식
프레드홀름 이론의 대부분은 함수 g 와 K 가 주어질 때 f 에 대한 다음 적분 방정식과 관련이 있다.
{\displaystyle g(x)=\int _{a}^{b}K(x,y)f(y)\,dy.}
이 방정식은 미분 방정식의 역으로, 수학의 많은 문제에서 자연스럽게 발생한다. 즉, 다음 미분 방정식을 풀고자 한다:
{\displaystyle Lg(x)=f(x)}
여기서 L은 선형 미분 연산자를 나타낸다 함수 f 는 주어진 함수이고, 이 방정식을 만족하는 g를 구해야 한다.
예를 들어, L은 다음과 같은 타원 연산자일 수 있다:
{\displaystyle L={\frac {d^{2}}{dx^{2}}}\,}
이 경우 풀어야 할 방정식은 푸아송 방정식이 된다.
이러한 방정식을 푸는 일반적인 방법은 그린 함수를 사용하는 것이다. 즉, 직접적인 접근보다는, 먼저 주어진 쌍 x,y에 대해
{\displaystyle LK(x,y)=\delta (x-y),}
가 성립하는 함수{\displaystyle K=K(x,y)}를 찾는다. 여기서 δ(x)는 디랙 델타이다.
위의 미분 방정식에 대한 원하는 해는 프레드홀름 적분 방정식의 형태다.
{\displaystyle g(x)=\int K(x,y)f(y)\,dy.}
함수 K(x,y)는 그린 함수 또는 적분의 커널으로 다양하게 알려져 있다.
일반적 이론에서 x와 y는 다양체의 점일 수 있다. 가장 단순한 경우는 실수 직선 또는 m 차원 유클리드 공간이다. 또한 종종 방정식의 함수가 주어진 함수 공간의 원소인 조건이 들어 간다. 보통 제곱 적분 가능 함수 공간이 연구되고 소볼레프 공간이 자주 나타난다.
이 때 사용될 함수 공간은 종종 미분 연산자의 고유값 문제의 해에 따라 결정된다. 즉, 다음 방정식
{\displaystyle L\psi _{n}(x)=\omega _{n}\psi _{n}(x)}
의 해에 따라서 결정 된다. 여기서 ωn은 고유값이고 ψn(x)는 고유벡터이다. 고유 벡터 집합은 바나흐 공간에 걸쳐 있으며 자연스러운 내적이 있는 경우, 고유 벡터는 리츠 표현 정리가 적용되는 힐베르트 공간에 걸쳐 있다. 이러한 공간의 예로는 2차 상미분 방정식들의 모임에 대한 해로 발생하는 직교 다항식이 있다.
위와 같이 힐베르트 공간이 주어지면 커널은 다음과 같다:
{\displaystyle K(x,y)=\sum _{n}{\frac {\psi _{n}(x)\psi _{n}(y)}{\omega _{n}}}.}
이 형식에서 K(x,y)는 종종 프레드홀름 연산자 또는 프레드홀름 커널이라고 한다. 이것이 이전과 동일한 커널이라는 것은 힐베르트 공간의 기저의 완비성, 즉 다음과 같다.
{\displaystyle \delta (x-y)=\sum _{n}\psi _{n}(x)\psi _{n}(y).}
{\displaystyle \omega _{n}}이 일반적으로 증가하기 때문에 결과적으로 연산자 K(x,y)의 고유값은 0을 향해 감소하는 것으로 보인다.

## 비동차 방정식
비동차 프레드홀름 적분 방정식
{\displaystyle f(x)=-\omega \varphi (x)+\int K(x,y)\varphi (y)\,dy}
은 형식적으로
{\displaystyle f=(K-\omega )\varphi }
과 같이 쓸 수 있고 다음과 같은 형식적 해가 있다:
{\displaystyle \varphi ={\frac {1}{K-\omega }}f.}
이 형식적 해는 다음 연산자로 정의된다:
{\displaystyle R(\omega )={\frac {1}{K-\omega I}}.}
K의 고유 벡터 및 고유값 모음이 주어지면 해는 다음과 같은 구체적인 형식으로 주어질 수 있다.
{\displaystyle R(\omega ;x,y)=\sum _{n}{\frac {\psi _{n}(y)\psi _{n}(x)}{\omega _{n}-\omega }}}
여기서
{\displaystyle \varphi (x)=\int R(\omega ;x,y)f(y)\,dy.}
그러한 해가 존재함과 필요충분조건인 명제는 프레드홀름의 정리 중 하나에서 다뤄진다. 이 해는 일반적으로 {\displaystyle \lambda =1/\omega }의 거듭제곱으로 확장된다. 이 경우 리우빌-노이만 급수로 알려져 있다. 이 경우 적분 방정식은 다음과 같이 작성된다.
{\displaystyle g(x)=\varphi (x)-\lambda \int K(x,y)\varphi (y)\,dy}
해결 방법은 다음과 같이 대체 형식으로 작성된다.
{\displaystyle R(\lambda )={\frac {1}{I-\lambda K}}.}

## 프레드홀름 행렬식
프레드홀름 행렬식은 일반적으로 다음과 같이 정의된다.
{\displaystyle \det(I-\lambda K)=\exp \left[-\sum _{n}{\frac {\lambda ^{n}}{n}}\operatorname {Tr} \,K^{n}\right]}
어디
{\displaystyle \operatorname {Tr} \,K=\int K(x,x)\,dx}
등등. 해당 제타 함수는 다음과 같다.
{\displaystyle \operatorname {Tr} \,K^{2}=\iint K(x,y)K(y,x)\,dx\,dy}
등등. 해당 제타 함수는 다음과 같다.
{\displaystyle \zeta (s)={\frac {1}{\det(I-sK)}}.}
제타 함수는 해의 결정 요인으로 생각할 수 있다.
제타 함수는 동적계를 연구하는 데 중요한 역할을 한다. 이것은 리만 제타 함수와 동일한 일반적인 유형의 제타 함수이다. 그러나 이 경우 해당 커널을 알 수 없다. 그러한 커널의 존재는 힐베르트-폴리아 추측으로 알려져 있다.

## 주요 결과
이론의 고전적인 결과는 프레드홀름의 정리이며 그 중 하나는 프레드홀름대안이다.
일반 이론의 중요한 결과 중 하나는 함수 공간이 등 연속일 때 커널이 컴팩트 작용소라는 것이다.
관련된 유명한 결과는 아티야-싱어 지표 정리로, 콤팩트 다양체에서 타원 연산자의 지수(dim ker – dim coker)와 관련된다.

## 역사
Acta Mathematica 에 실린 프레드홀름의 1903년 논문은 연산자 이론 확립의 주요 랜드마크 중 하나로 간주된다. 다비트 힐베르트는 무엇보다도 프레드홀름의 적분 방정식에 대한 연구와 관련하여 힐베르트 공간의 추상화를 개발했다.

## 같이 보기
- 그린 함수
- 스펙트럼 이론
- 프레드홀름대안

## 참조
- Fredholm, E. I. (1903). “Sur une classe d'equations fonctionnelles” (PDF). 《Acta Mathematica》 27: 365–390. doi:10.1007/bf02421317.
- Edmunds, D. E.; Evans, W. D. (1987). 《Spectral Theory and Differential Operators》. Oxford University Press. ISBN 0-19-853542-2.
- B. V. Khvedelidze, G. L. Litvinov (2001). “Fredholm kernel”. 《Encyclopedia of Mathematics》 (영어). Springer-Verlag. ISBN 978-1-55608-010-4.
- Driver, Bruce K. 〈Compact and Fredholm Operators and the Spectral Theorem〉 (PDF). 《Analysis Tools with Applications》. 579–600쪽.
- Mathews, Jon; Walker, Robert L. (1970). 《Mathematical Methods of Physics》 2판. New York: W. A. Benjamin. ISBN 0-8053-7002-1.
- McOwen, Robert C. (1980). “Fredholm theory of partial differential equations on complete Riemannian manifolds”. 《Pacific J. Math.》 87 (1): 169–185. doi:10.2140/pjm.1980.87.169. Zbl 0457.35084.